# Azzo (nome)
Azzo  è un nome proprio di persona italiano maschile.

## Varianti
- Maschili: Azo[1], Aza[1], Azzone[1], Ezzelino[1]

### Varianti in altre lingue
- Germanico: Azo[2], Azzo[2], Atzo[2], Adso[2], Aezzo[2], Ezo[2], Ezzo[2], Etzo[2], Esso[2]
- Latino: Azzo[1], Azo[1], Azas[1]

## Origine e diffusione
Deriva da un nome germanico Azzo, basato sull'elemento az, il quale ha origine dibattuta; tra le varie ipotesi si segnalano:
- ipocoristico di altri nomi comincianti per at- o per ad-[2]
- derivante dall'elemento athal ("nobiltà", "stirpe")[2]
- derivante dall'elemento atta ("padre")
- derivante dalla radice ansuz ("dio")[3]

Il nome ebbe una certa diffusione in Italia nel Medioevo, allorché venne portato da almeno una decina di membri del casato d'Este. Una delle sue varianti germaniche, Adso, è piuttosto nota per essere stata usata da Umberto Eco per il suo personaggio de Il nome della rosa, Adso da Melk (il cui nome venne scelto da Eco per la somiglianza con Watson). Allo stesso elemento risale anche il nome Ezzelino, che viene da alcune fonti riportato come variante di Azzo.

## Onomastico
L'onomastico si può festeggiare in memoria di un beato Attone da Camerino, chiamato anche Azzone e Azzo, religioso benedettino, commemorato dal suo ordine il 14 agosto.

## Persone
- Azzo da Castello, condottiero italiano
- Azzo da Correggio, condottiero e capitano di ventura italiano
- Azzo di Lotaringia, conte palatino di Lotaringia
- Azzo V d'Este, nobile italiano
- Azzo VI d'Este, (1170-1212), condottiero italiano
- Azzo VII d'Este, (1205-1264), soprannominato Novello, marchese di Ferrara
- Azzo VIII d'Este, (m. 1308), marchese di Ferrara, di Modena e Reggio
- Azzo IX d'Este, nobile italiano
- Azzo X d'Este, condottiero e nobile italiano
- Azzo Alidosi, signore di Imola

### Varianti
- Adso da Montier-en-Der, abate e scrittore francese
- Azzone da Torbiato, vescovo di Brescia
- Azzone Soldanus, giurista bolognese
- Azzone Visconti, signore di Milano

## Il nome nelle arti
- Adso da Melk è un personaggio del romanzo di Umberto Eco Il nome della rosa.